# Touraine angevine
La Touraine angevine est une expression désignant la partie orientale de l'Anjou qui fut rattachée au département d'Indre-et-Loire, en 1790, lors de la création des départements français.

## Géographie

Bourgueil (sénéchaussée de Saumur) et
Château-la-Vallière (sénéchaussée de Baugé)

### Terminologie
La Touraine angevine correspond à la partie occidentale du département d'Indre-et-Loire. La terminologie géographique plus appropriée pour désigner cet ensemble serait « Indre-et-Loire angevin », car la Touraine désigne d'abord la province tourangelle sous l'Ancien Régime.
Depuis 1790, Tours étant devenu la préfecture de ce département reprenant majoritairement les limites de l'ancienne Touraine, elle exerce, depuis lors, ses nouvelles prérogatives préfectorales sur cette partie de l'Anjou qui lui fut attribuée. L'expression « Touraine angevine » a finalement prévalu sur d'autres terminologies.
Touraine angevine désigne également les fiefs des comtes d'Anjou qui élevèrent des forteresses en Touraine, telles que Langeais, Loches et Montbazon.

### Limites territoriales

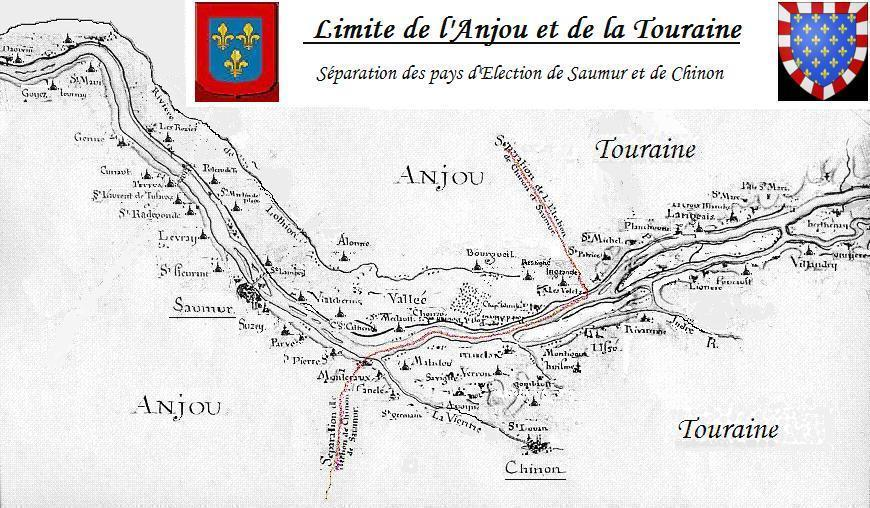
Limites frontalières entre l'Anjou et la Touraine avant la Révolution française

La partie orientale de l'Anjou débute avec la commune de Ingrandes-de-Touraine sur les bords de la Loire. Ingrandes est un nom dérivé de celui d’Equoranda qui signifie en pré-celtique Equo ou en latin Oequus = « juste aux limites » et Randa = suffixe et terme gaulois qui indique une limite territoriale ou frontière.
Ingrandes-de-Touraine était la limite géographique entre l'Anjou et la Touraine, tout comme Ingrandes (Maine-et-Loire) qui fut la frontière entre l'Anjou et la Bretagne. Il en est de même pour Ingrandes dans la Vienne qui fut la frontière entre le grand Anjou sous Foulque III d'Anjou et le Poitou puis, par la suite, la limite entre la Touraine et le Poitou).

### Communes angevines d'Indre-et-Loire
Communes de l'ancienne province d'Anjou situées dans le département d'Indre-et-Loire : Avrillé-les-Ponceaux, Benais, Braye-sur-Maulne, Bourgueil, Brèches, Channay-sur-Lathan, La Chapelle-sur-Loire, Château-la-Vallière, Chouzé-le-Sec (annexée à Château-la-Vallière), Chouzé-sur-Loire, Continvoir, Couesmes, Courcelles-de-Touraine, Gizeux, Hommes, Ingrandes-de-Touraine, Lublé, Marcilly-sur-Maulne, Restigné, Rillé, Saint-Laurent-de-Lin, Saint-Nicolas-de-Bourgueil, Saint-Philibert-de-la-Pelouse, Saint-Symphorien-les-Ponceaux,
Savigné-sur-Lathan, Villiers-au-Bouin.

## Historique
Lors de la Révolution française, la généralité de Tours, d'après le Règlement général du 24 janvier 1789 (États généraux) fut organisé avec un certain nombre de modification qui laissaient présager le démantèlement des anciennes provinces royales.
En effet, le 11 novembre 1789, l'Assemblée Constituante brusque les choses en ordonnant aux députés des anciennes provinces de se concerter, afin de mettre en place un réseau de nouveaux départements d'environ 324 lieues carrées, soit 6 561 km² actuels.
Des réunions se tiennent aussitôt dans l'hôtel du duc de Choiseul-Praslin, député de la noblesse de la Sénéchaussée d'Angers. Une trentaine de députés (des trois provinces de l’Anjou, de la Touraine et du Poitou) présents envisagent de rétrocéder des territoires au Poitou et de subdiviser le domaine restant en quatre départements, autour des capitales traditionnelles, Tours, Angers et le Mans, et autour de la ville de Laval, qui récupérerait des terres du Maine et de l'Anjou.

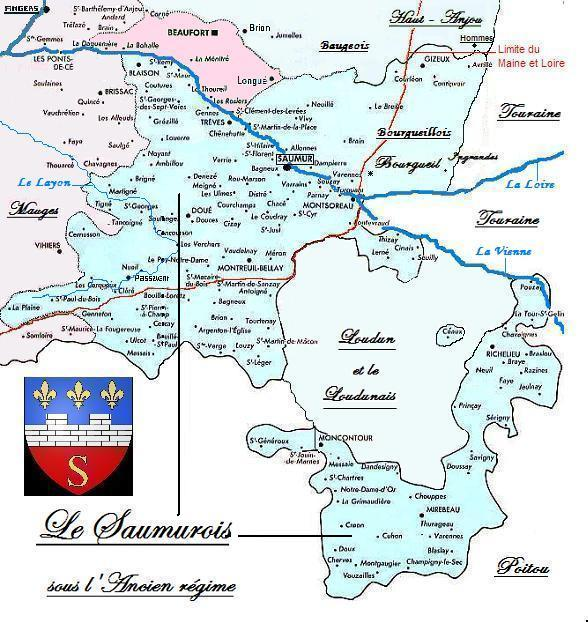
Le pays de Bourgueil dans la Sénéchaussée de Saumur sous l'Ancien régime, et jusqu'en 1790

Le 12 novembre 1789, 25 députés (des trois provinces) approuvent ce partage, mais les deux représentants de Saumur, Ferrières et Cigongne, se dissocient de cette décision. Les Saumurois plaident en faveur d'un département de Saumur situé au carrefour des trois provinces, avec Loudun pour le partage des pouvoirs. Ils accusent les représentants d'Angers de s'entendre avec leurs collègues du Maine et de Touraine pour le dépeçage de la sénéchaussée de Saumur. Ils les accusent également d'abandonner à la Touraine 24 paroisses de l'Anjou (autour de Château-la-Vallière et de Bourgueil). Le mécontentement grandit, la population de Bourgueil manifeste pour son maintien dans l'Anjou et se solidarise avec Saumur. Pendant ce temps, les représentants de Chinon, à l'instar de ceux de Saumur, tentent également de créer leur propre département. Des dissensions apparaissent au sein du conseil municipal de Saumur. Certains représentants de la Noblesse et du Clergé approuvent le découpage proposé par Angers. En décembre de la même année, les Loudunais rompent leur accord avec Saumur.
Le 14 janvier 1790, l'Assemblée nationale décrète que « Saumur et le Saumurois feront partie du département de l'Anjou ».
Intégré dans le département de « Mayenne-et-Loire » (futur « Maine-et-Loire »), Saumur perd le pays bourgueillois. Les nouveaux départements sont constitués. L'Assemblée constituante entérine cette structure le 22 juin 1790 et le Roi le 25 juin 1790.
Il en fut de même pour le pays de Château-la-Vallière, anciennement « Château-en-Anjou », situé dans le Haut-Anjou, et qui dépendait de la sénéchaussée angevine de Baugé. Château-la-Vallière et son territoire attenant seront rattachés, tout comme le pays bourgueillois, au nouveau département d'Indre-et-Loire.